# Perfect Velvet
Perfect Velvet è il secondo album in studio del gruppo musicale sudcoreano Red Velvet, pubblicato il 17 novembre 2017 dalla SM Entertainment.
Perfect Velvet è stato pubblicato a distanza di due anni e tre mesi dal primo album in studio The Red ed è il secondo album concentrato sul lato "Velvet" del gruppo, dopo l'EP The Velvet pubblicato nel 2016. L'album fa risaltare la crescita artistica del gruppo e dà enfasi alla sperimentalità e alla versatilità musicale del gruppo.

## Descrizione
(Joy  https://web.archive.org/web/20171117122058/http://www.koreadaily.com/news/read.asp?art_id=5790888. URL consultato il 14 gennaio 2018 (archiviato dall'url originale il 17 novembre 2017). )
Il 30 ottobre 2017 la SM Entertainment ha confermato un futuro ritorno sul mercato delle Red Velvet. L'8 novembre 2017 S.M. Entertainment ha rivelato che il titolo del singolo è Peek-a-Boo, e che l'album, composto di 9 tracce, si chiamerà Perfect Velvet.
Il nome Perfect Velvet fa riferimento ai due lati musicali e stilistici del gruppo, "Red", ovvero la parte colorata, pop e bizzarra e "Velvet", ovvero la parte sofisticata e matura.
Irene, la leader del gruppo, ha rivelato durante un'intervista con Billboard che dopo aver pubblicato diversi EP che cadevano sotto la parte "Red" del gruppo, le Red Velvet volevano mostrare di nuovo il loro lato "Velvet". Wendy ha detto che rilasciare l'album alla fine dell'anno era la scelta migliore per poter mostrare delle canzoni e performance perfette per il gruppo.
Perfect Velvet ha nove canzoni in cui sono presenti diversi generi come R&B, soul e pop.

## Critica
| Recensione | Giudizio |
| ---------- | -------- |
| IZM        |          |
| The Star   | 7.5/10   |
| The 405    | 8/10     |

## Singoli
Il singolo Peek-a-Boo è stato descritto come una canzone ritmata con ritornello molto orecchiabile. Il testo della canzone paragona un nuovo amore a un gioco tra due bambini.

## Tracce
1. Peek-a-Boo (피카부?, PikabuLR) – 3:09 (testo: Kenzie – musica: Moonshine, Cazzi Opeia, Ellen Berg Tollbom)
2. Look (봐?, BwaLR) – 4:05 (testo: Jinbo, Sumin – musica: Charli Taft, Daniel "Obi" Klein, Jinbo, Sumin)
3. I Just – 3:08 (testo: Kim Boo Min – musica: Aventurina King, Hitchhiker, Kim Boo-min, John Fulford)
4. Kingdom Come – 3:30 (testo: Lee Seu-ran – musica: The Stereotypes, Deez, Ylva Dimberg)
5. My Second Date (두 번째 데이트?, Du Beonjjae DeiteuLR) – 3:14 (testo: Jeon Gan-di – musica: James Wong, Sidnie Tipton, Sophie Stern)
6. Attaboy – 3:16 (testo: Kenzie – musica: Kenzie, The Stereotypes, Ylva Dimberg)
7. Perfect 10 – 3:29 (testo: Cho Yoon Kyung – musica: Charli Taft, Daniel "Obi" Klein, Deez)
8. About Love – 3:25 (testo: 1월 8일 – musica: RE:ONE, Davey Nate)
9. Moonlight Melody (달빛 소리?, Dalbit SoriLR) – 3:40 (testo: Lee Joo-hyung (Monotree) – musica: Lee Joo-hyung (Monotree), Kwon Deok-geun)

## Classifiche
| Classifica (2017) | Posizione massima |
| ----------------- | ----------------- |
| Corea del Sud     | 2                 |
| Giappone          | 20                |

## The Perfect Red Velvet
L'album è stato riedito il 29 gennaio 2018 con il titolo The Perfect Red Velvet.

### Tracce
1. Bad Boy – 3:30 (testo: JQ (Makeumine Works), Moon Hee-yeon (Makeumine Works) – musica: The Stereotypes, Maxx Song (Command Freaks), Whitney Phillips ,Yoo Young-jin)
2. All Right – 3:49 (testo: Lee Seu-ran – musica: Kevin Charge (TG Publishing), Phoebus, Tassopoulos, Jessica Jean Pfeiffer)
3. Peek-a-Boo (피카부?, PikabuLR) – 3:09
4. Look (봐?, BwaLR) – 4:05
5. I Just – 3:08
6. Kingdom Come – 3:30
7. Time to Love – 3:15 (testo: Kang Eun-Jung – musica: Ellen Berg Tollbom (Sunshine), minGtion (ADC Music), Lee Dong-Hoon)
8. My Second Date (두 번째 데이트?, Du Beonjjae DeiteuLR) – 3:14
9. Attaboy – 3:16
10. Perfect 10 – 3:29
11. About Love – 3:25
12. Moonlight Melody (달빛 소리?, Dalbit SoriLR) – 3:40

### Classifiche
| Classifica (2018) | Posizione massima |
| ----------------- | ----------------- |
| Corea del Sud     | 1                 |
| Giappone          | 29                |